# Darwin (Australien)
 For alternative betydninger, se Darwin. (Se også artikler, som begynder med Darwin)
Darwin er hovedstaden i Northern Territory, Australien. Byen er den mindste, mest regnfulde og nordligste af de australske delstatshovedstæder, og den er et regionalt center i Top End, den nordligste del af Northern Territory.
Byen blev etableret af englændere i 1869 og er opkaldt efter Charles Darwin, der i 1839 var med til at finde en naturhavn der, hvor byen ligger i dag. Byen ligger knap 1.500 km nord for Alice Springs og har ca. 140.000 indbyggere.

## Historie

### Før det 20. århundrede
De først kendte beboere i området omkring Darwin var aboriginere fra larrakia sproggruppen. De kaldte det Garramilla, som betyder "hvid sten", der hentyder til farven på klipper i området. De havde handelsforbindelser med Sydøstasien (makassarerne) og importerede varer helt fra South og Western Australia. Etablerede 'sanglinjer' gik på kryds og tværs af landet og fortællinger var knyttet til forskellige steder på ruterne.
Nederlandske skibe besøgte Australiens nordlige kyst i 1600-tallet, og de gik i land på Tiwi-øerne, men blev jaget væk af de indfødte. Nederlænderne tegnede de første kort over området, hvilket forklarer de nederlandske navne i området som Arnhem Land og Groote Eylandt. Den første brite i naturhavnen, hvor Darwin nu ligger, har formentlig været løjtnant John Lort Stokes fra HMS Beagle 9. september 1839. Skibets kaptajn, John Clements Wickham, navngav havnen efter Charles Darwin, den britiske naturhistoriker, som havde sejlet med dem begge på en tidligere ekspedition med HMS Beagle.
I 1863 blev Northern Territory overført fra New South Wales til South Australia. I 1864 sendte South Australia B. T. Finniss mod nord for at kortlægge territoriet og finde et sted til en ny hovedstad. Finniss valgte et sted ved Escape Cliffs, tæt på indsejlingen til Adelaide River, omkring 60 kilometer nordøst for den moderne by. Dette forsøg på at anlægge en by blev kortlivet, og bosættelsen blev forladt i 1865. 5. februar 1869, grundlagde George Goyder, South Australias overlandmåler, en lille bosættelse med 135 indbyggere ved Port Darwin tæt på Fort Hill. Goyder gav bosættelsen navnet Palmerston efter den britiske premierminister Lord Palmerston. I 1870 blev de første telegrafpæle til Overland Telegraph rejst i Darwin, og dermed blev Australien forbundet med resten af verden. Efter traditionen fandt arbejdere på telegraflinjen guld, da de gravede huller til telegrafpæle ved Pine Creek i 1880'erne, hvilket tiltrak flere indbyggere.
I februar 1872 blev brigantinen Alexandra det første private fartøj, som sejlede direkte fra en engelsk havn og lagde til i Darwin. Mange af passagererne kom på grund af de nye guldfund.
I 1875 var Darwins hvide befolkning vokset 300 indbyggere på grund af guldfundene. 17. februar 1875 sejlede SS Gothenburg fra Darwin mod Adelaide. Der var omkring 88 passagerer og en besætning på 34 mand (samtidige optegnelser afviger fra hinanden). Heriblandt var der regeringsansatte, dommere og arbejdere fra Darwin på deres første orlov. Da skibet sejlede langs nordkysten af Queensland blev det ramt af en cyklon og sank ved Great Barrier Reef. Kun 22 overlevede og mellem 98 og 112 mistede livet. Ulykken satte sit præg på det lille samfund, som det tog mange år at overvinde.
I 1870'erne havde et relativt stort antal kinesere bosat sig, i det mindste midlertidigt, i Northern Territory. Mange af dem havde kontrakter om at arbejde i guldminerne og senere om at arbejde på byggeriet af jernbanen fra Palmerston til Pine Creek. I 1888 var der 6.122 kinesere i Northern Territory, de fleste i eller i nærheden af Darwin. De første kinesiske bosættere kom hovedsageligt fra Guangdong-provinsen i det sydlige Kina. Den økonomiske depression i 1890'erne fremkaldte dog mange antikinesiske følelser, og White Australia-politikken betød, at mange kinesere forlod territoriet. Alligevel blev en del familier som britiske undersåtter.

### Starten af det 20. århundrede
Northern Territory blev bosat og administreret af South Australia, indtil det blev overført til den australske føderation i 1911. Det samme år, skiftede byen navn fra Palmerston til Darwin.
Perioden fra 1911 til 1919 var præget af politiske problemer og fagforeningsuroligheder, som kulminerede 17. december 1918. Anført af Harold Nelson, marcherede 1.000 demonstranter mod Government House ved Liberty Square i Darwin. Her brændte de en dukke af John Gilruth, administratoren af Northern Territory og forlangte hans afgang. Episoden blev kendt som Darwin Rebellion. Vreden var rettet mod Northern Territorys to største arbejdsgivere: Vestey's Meatworks og den føderale regering. Både Gilruth og Vestey's Meatworks forlod Darwin kort efter.
18. oktober 1918 sejlede SS Mataram fra Singapore til Darwin. Med sig bragte skibet den spanske syge, og Darwin blev det først kendte sted sygdommen bredte sig fra i Australien.
I 1931 lukkede et center for spedalske aboriginere ved Cossack, Western Australia og de 17 internerede blev flyttet til Darwin. På dette tidspunkt blev mange aboriginere, som man frygtede havde spedalskhed eller andre smitsomme sygdomme, isoleret i leprosarier (lejre for spedalske), med lovhjemmel i Aborigines Act 1905. Loven gav Chief Protector of Aborigines (Chefprotektor for de indfødte) ret til at arrestere aboriginere, som var mistænkt for at have en smitsom sygdom og sende dem til en af disse lejre.
Omkring 10.000 australiere og andre allierede tropper ankom til Darwin ved udbruddet af 2. verdenskrig for at forsvare Australiens nordlige kystlinje. 19. februar 1942 kl. 09:57, angreb 188 japanske fly Darwin i to bølger. De kom fra den samme flåde, som havde bombet Pearl Harbor, selv om betydeligt flere bomber blev kastet over Darwin end Pearl Harbor. Angrebet dræbte mindst 243 mennesker og forårsagede stor skade på byen, flyvepladser og fly. Det var det alvorligste angreb på Australien under krigen, men Darwin blev ramt flere gange i 1942-43.
Efter krigen blev Darwin udbygget yderligere. og der blev anlagt asfalterede veje, der forbandt Darwin med Alice Springs i syd og Mount Isa i sydøst. Dæmningen Manton Dam blev bygget 70 kilometer syd for Darwin for at skaffe drikkevand til byen. På Australia Day (26. januar) 1959 fik Darwin tildelt city status.

### Efter 1970
25. december 1974 blev Darwin ramt af cyklonen Tracy, som dræbte 71 mennesker og ødelagde over 70 % af byens bygninger. Heraf var mange gamle stenbygninger som Palmerston Town Hall, der ikke kunne modstå de stærke vandrette kræfter fra vinden. Efter ulykken blev 30.000 ud af 46.000 indbyggere flyttet midlertidigt i Australiens største luftbårne evakuering. Byen blev herefter genopbygget med bedre materialer og teknikker i slutningen af 1970'erne af Darwin Reconstruction Commission. Satellitbyen Palmerston blev bygget 20 kilometer øst for Darwin i 1980'erne.
17. september 2003 blev jernbanen fra Adelade til Darwin færdigbygget.

### Flyvningens historie
Mange af flyvningens tidlige pionerer har brugt Darwin som landingssted. 10. december 1919 landede kaptajn Ross Smith med sin besætning i Darwin og vandt en præmie på £10.000 fra den australske regering til den første, der fløj fra London til Australien på under 30 dage. Smith fløj en Vickers Vimy, G-EAOU, og landede på en landingsbane, der nu er blevet til Ross Smith Avenue.
Andre flypionerer var Amy Johnson, Amelia Earhart, Sir Charles Kingsford Smith og Bert Hinkler. Den oprindelige QANTAS Empire Airways Ltd Hangar, som er registreret på Northern Territorys kulturarvsliste, var en del af flyvepladsen Darwin Civil Aerodrome i Parap. Den er nu museum og har stadig skader fra bombningen af Darwin under 2. verdenskrig.
Darwin var base for australske og amerikanske piloter under 2. verdenskrig, og der blev bygget flere landingsbaner i og omkring Darwin.
Darwin var et stop og checkpoint i flykapløbet London-til-Melbourne Centenary Air Race i 1934. Det officielle navn var MacRobertson Air Race. Vinderne blev Tom Campbell Black og C. W. A. Scott, som fløj de 14.000 kilometer på 52 timer og 33 minutter, langt under den gamle rekord på 162 timer.
Flymuseet Darwin Aviation Museum, som ligger ved Stuart Highway 8 kilometer syd for centrum, er et af kun tre steder uden for USA, hvor der er udstillet et B-52 bombefly (permanent udlånt af United States Air Force).

## Geografi
Darwin er en kystby, som ligger på Northern Territorys vestlige kystlinje. Byen ligger ud til bugten Beagle Gulf, som mod vest går over i Timorhavet. Byens centrale forretningskvarter ligger ved en lav klint med udsigt over Darwin Harbour mod syd med halvøerne East Arm, Middle Arm og West Arm. Middle Arm har et industriområde, som promoveres som et område til bæredygtig udvikling, der skal huse industrivirksomheder som arbejder med lavemissions-petrokemikalier, brint og CO2-fangst. Øst for byen ligger Frances Bay og mod vest Cullen Bay.
Resten af byen er relativt flad og lavtliggende. Langs kysten er der rekreative områder, strande og gode fiskemuligheder.

### By og forstæder
Darwin med forstæder dækker et trekantet område med den centrale del og de sydvestlige forstæder i det ene hjørne, de nyere nordlige forstæder i det andet, og de østlige forstæder i retning mod Palmerston i det tredje.
Den ældste del af Darwin adskilles fra de nyere forstæder mod nord af lufthavnen, Darwin International Airport, og flyvebasen RAAF Base Darwin. Palmerston er en satellitby 20 kilometer øst for Darwin, som blev etableret i 1980'erne og er en af de hurtigst voksende bydele i Australien. Uden for byen ligger områder som Howard Springs, Humpty Doo og Berry Springs, der alle er i kraftig vækst.
Darwins centrale forretningskvarter afgrænses af Daly Street i nordvest, McMinn Street i nordøst, Mitchell Street i sydvest og Bennett Street i sydøst. Byens vigtigste industriområder ligger langs Stuart Highway mod Palmerston, omkring Winnellie. Det største indkøbscenter er Casuarina Square, som ligger i de nordlige forstæder.
De dyreste boligområder er langs kysten i forstæder, som Cullen Bay Marina i Larrakeyah, Bayview og Brinkin. Disse områder ligger udsat for cykloner og højvande, men strenge krav til byggerierne og vandafledningen har reduceret risikoen for skader. De indre forstæder mod nord har mange lavindkomst-boliger. Derudover har delstaten almennyttige boliger spredt ud over hele byen. Forstaden Lyons blev i 2004 til 2009 et udlagt med fler-etages byggerier.

### Klima
Darwin har et tropisk savanneklima (Köppen Aw) med en tørketid og en regntid. Gennemsnitstemperaturen er næsten den samme året rundt.
Tørketiden varer fra maj til september, hvor den månedlige nedbør ligger på omkring 5 mm i gennemsnit. Næsten alle dage er solrige, og fugtigheden om eftermiddagen ligger i gennemsnit omkring 30 %. I de koldeste måneder juni og juli kan temperaturen falde til 14 °C, men sjældent lavere, og der har aldrig været registreret under 10 °C i byens centrum. Nogle forstæder, som ligger længere fra kysten, kan få temperaturer ned til 5 °C i tørketiden. Lange perioder uden regn i tørketiden er almindelige. I en periode på 147 dage i 2012, fra 5. maj til 29.september, faldt der slet ingen nedbør i Darwin.
Regntiden forbindes med tropiske cykloner og monsunregn. Størstedelen af nedbøren falder mellem december og marts (sommer på den sydlige halvkugle), hvor torden er almindeligt og den relative fugtighed om eftermiddagen ligger over 70 %. Det gennemsnitlige dugpunkt kl. 15 i regntiden er 24 °C. Det regner ikke hver dag i regntiden, men de fleste dage har perioder med skyer. Januar har gennemsnitligt mindre end 6 timer med sol om dagen. Darwins største verificerede mængde nedbør på et døgn er 367,6 mm, som faldt, da cyklonen Carlos ramte byen 16. februar 2011. Februar 2011 er også den mest regnfulde måned med 1.110,2 mm registreret ved lufthavnen.
De varmeste måneder er oktober og november, som ligger lige før regntiden starter. Varmeindekset stiger på grund af den høje fugtighed til mere end 45 °C, selv om temperaturen normalt er under 35 °C. Den lange tørketid betyder, at Darwin har det næsthøjeste antal daglige solskinstimer (8,4) af de australske delstatshovedstæder, kun overgået af Perth (8,8).
Den højeste temperatur målt ved Darwin Post Office Station er 40,4 °C 17. oktober 1892 og den laveste 13,4 °C 25. juni 1891. Ved Darwin Airport Station (som ligger længere fra kysten og tit måler lavere temperaturer end Post Office Station i centrum) måltes 38,9 °C 18. oktober 1982 og 10,4 °C 29. juli 1942. Det er relativt små udsving, og bemærkelsesværdigt er de højeste temperaturer målt i Darwin lavere end i Hobart på Tasmanien.
Darwin ligger tæt på ækvator, og solen står i zenit midt på dagen fra midten af oktober til midten af februar.
Havets gennemsnitstemperatur svinger mellem 25,8 °C i juli og 31,5 °C i december.
Darwin er et af de steder i Australien, der har mest tordenvejr. 31. januar 2002 ramte et voldsomt tordenvejr byen med 5.000 lynnedslag indenfor en radius på 60 kilometer omkring byen—omkring tre gange så mange lyn som Perth får på et helt år.
| Klimadata for Darwin Airport, Northern Territory, Australia, 1991–2020 Gennemsnit, 1941–nu Rekordmålinger | Klimadata for Darwin Airport, Northern Territory, Australia, 1991–2020 Gennemsnit, 1941–nu Rekordmålinger | Klimadata for Darwin Airport, Northern Territory, Australia, 1991–2020 Gennemsnit, 1941–nu Rekordmålinger | Klimadata for Darwin Airport, Northern Territory, Australia, 1991–2020 Gennemsnit, 1941–nu Rekordmålinger | Klimadata for Darwin Airport, Northern Territory, Australia, 1991–2020 Gennemsnit, 1941–nu Rekordmålinger | Klimadata for Darwin Airport, Northern Territory, Australia, 1991–2020 Gennemsnit, 1941–nu Rekordmålinger | Klimadata for Darwin Airport, Northern Territory, Australia, 1991–2020 Gennemsnit, 1941–nu Rekordmålinger | Klimadata for Darwin Airport, Northern Territory, Australia, 1991–2020 Gennemsnit, 1941–nu Rekordmålinger | Klimadata for Darwin Airport, Northern Territory, Australia, 1991–2020 Gennemsnit, 1941–nu Rekordmålinger | Klimadata for Darwin Airport, Northern Territory, Australia, 1991–2020 Gennemsnit, 1941–nu Rekordmålinger | Klimadata for Darwin Airport, Northern Territory, Australia, 1991–2020 Gennemsnit, 1941–nu Rekordmålinger | Klimadata for Darwin Airport, Northern Territory, Australia, 1991–2020 Gennemsnit, 1941–nu Rekordmålinger | Klimadata for Darwin Airport, Northern Territory, Australia, 1991–2020 Gennemsnit, 1941–nu Rekordmålinger | Klimadata for Darwin Airport, Northern Territory, Australia, 1991–2020 Gennemsnit, 1941–nu Rekordmålinger |
| Måned | Jan | Feb | Mar | Apr | Maj | Jun | Jul | Aug | Sep | Okt | Nov | Dec | År |
| --- | --- | --- | --- | --- | --- | --- | --- | --- | --- | --- | --- | --- | --- |
| Rekord maks                                                                                               | 36,1 | 36,0 | 36,0 | 36,7 | 36,0 | 35,0 | 35,0 | 37,0 | 38,0 | 38,9 | 37,3 | 37,1 | 38,9 |
| Maks, månedlig °C                                                                                         | 33,5 | 33,4 | 34,0 | 34,4 | 33,9 | 32,9 | 32,8 | 33,6 | 34,9 | 35,2 | 35,0 | 34,7 | 35,2 |
| Maks °C                                                                                                   | 32,0 | 31,7 | 32,3 | 33,0 | 32,3 | 31,1 | 31,1 | 31,9 | 33,1 | 33,8 | 33,7 | 33,0 | 32,42 |
| Middel °C                                                                                                 | 28,5 | 28,4 | 28,6 | 28,6 | 27,3 | 25,5 | 25,2 | 25,8 | 28,0 | 29,3 | 29,5 | 29,2 | 27,83 |
| Min °C | 25,1 | 25,1 | 24,9 | 24,2 | 22,3 | 20,0 | 19,3 | 19,8 | 22,9 | 24,8 | 25,4 | 25,5 | 23,28 |
| Min, månedlig °C                                                                                          | 23,1 | 23,2 | 23,3 | 22,5 | 19,1 | 16,2 | 16,3 | 16,9 | 20,6 | 23,0 | 23,3 | 23,4 | 16,2 |
| Rekord min °C                                                                                             | 20,2 | 17,2 | 19,2 | 16,0 | 13,8 | 12,1 | 10,4 | 13,0 | 14,3 | 19,0 | 19,3 | 19,8 | 10,4 |
| Regnfald mm                                                                                               | 470,7 | 412,4 | 313,7 | 105,1 | 20,7 | 2,1 | 0,9 | 0,8 | 14,3 | 68,9 | 143,5 | 279,3 | 1.832,4                                                                                                   |
| Regnvejrsdage (≥ 1 mm)                                                                                    | 19,6 | 18,2 | 16,8 | 7,6 | 1,7 | 0,2 | 0,1 | 0,2 | 1,5 | 5,5 | 10,1 | 15,0 | 96,5 |
| Relativ fugtighed, eftermiddag (%)                                                                        | 71 | 74 | 67 | 52 | 41 | 36 | 36 | 38 | 47 | 51 | 58 | 66 | 53,1 |
| Månedlige solskinstimer                                                                                   | 176,7 | 162,4 | 213,9 | 264,0 | 300,7 | 303,0 | 319,3 | 325,5 | 297,0 | 294,5 | 255,0 | 198,4 | 3.110,4                                                                                                   |
| Daglige solskinstimer                                                                                     | 5,7 | 5,8 | 6,9 | 8,8 | 9,7 | 10,1 | 10,3 | 10,5 | 9,9 | 9,5 | 8,5 | 6,5 | 8,52 |
| Procent mulige solskinstimer                                                                              | 45 | 48 | 57 | 74 | 83 | 86 | 87 | 87 | 82 | 78 | 69 | 52 | 70,7 |
| Source:                                                                                                   | | | | | | | | | | | | | |

## Demografi
Ved folketællingen i 2021 var der 139.902 indbyggere i det som kaldes 'Greater Darwin'. I lokalregeringsområdet City of Darwin, som ikke omfatter Palmerston og flere af de ydre forstæder, var der 80.530 indbyggere.

### Afstamning og indvandring
| Fødselssted  | Indbyggere |
| ------------ | ---------- |
| Australien   | 89.266     |
| Filippinerne | 5.283      |
| Indien       | 3.820      |
| England      | 3.764      |
| Nepal        | 2.540      |
| New Zealand  | 2.437      |
| Kina         | 1.407      |
| Indonesien   | 1,292      |
| Grækenland   | 1.146      |
| Vietnam      | 1.137      |
| Sri Lanka    | 1.060      |

Darwins befolkning har ændret sig siden 2. verdenskrig. Lige som til andre australske byer kom der mange europæere, især italienere og grækere, i 1960'erne og 1970'erne. Darwin fik også en del indvandrere fra Holland og Tyskland. En stor del af Darwins indbyggere er nye indvandrere fra Asien, inklusiv en gruppe fra Østtimor.

Ved folketællingen i 2021 var de hyppigste afstamninger som folk angav:
- Australsk (28,9%)
- Engelsk (27,7%)
- Aboriginsk (8.9%)
- Irsk (8,5%)
- Skotsk (7,5%)

36,2% af befolkningen var født uden for Australien. De fem største grupper var fra Filippinerne (3,8%), Indien (2,7%), England (2,7%), Nepal (1,8%) og New Zealand (1,7%).
Den aboriginske befolkningsgruppe i Darwin er relativt langt den største af de australske delstatshovedstæder.

### Sprog
Ved folketællingen i 2021 talte 66,7% af indbyggerne i Darwin kun engelsk hjemme. Andre sprog som blev talt i hjemmet var græsk (2,3%), nepalesisk (1,9%), tagalog (1,8%), mandarin (1,5%) og filippinsk (1,3%).

### Alder
I 2021 var gennemsnitsalderen i Darwin 34 år (for hele Australien var den 38 år).

### Religion
Ved folketællingen i 2021 angav 18,2 %, at de var katolikker, 5,8% at de var anglikanere og 3,7% at de var hinduer. 41,7% angav, at ikke havde nogen religion og 10,5% undlod at svare.

## Administration og politik
Lokalregeringsområdet City of Darwin dækker det meste af Darwin. Det ledes af et byråd med 13 valgte medlemmer, borgmesteren med titlen lord mayor og 12 oldermænd.
City of Darwin er delt op i fire valgdistrikter, Chan, Lyons, Richardson og Waters, der hver har tre medlemmer i byrådet. Borgmesteren vælges direkte på tværs af valgdistrikter. Den nuværende borgmester er Kon Vatskalis fra Labor, som blev valgt i august 2017.
Resten af Darwin-områdt er delt i to lokalregeringsområder—Palmerston City Council og Shire of Coomalie.
Northern Territorys Lovgivende Forsamling mødes i Parlamernt House i Darwin. Government House, der er den officielle bolig for administratoren af Northern Territory, ligger på Esplanade.
Der er 25 valgkredse til Northern Territorys Lovgivende Forsamling, hvoraf de 9 ligger i Darwin: Port Darwin, Fannie Bay, Fong Lim, Nightcliff, Sanderson, Johnston, Casuarina, Wanguri og Karama. Historisk har vælgerne i Darwin valgt medlemmer fra Country Liberal Party, men siden starten af det 21. århundrede, har man ofte valgt medlemmer fra Labor, især i de nordlige valgkredse.
På Esplanade ligger også Northern Territorys Højesteret. Darwin har også en lokalret på hjørnet af Cavenagh Street og Bennett Streets, tæt på Darwin City Council Chambers.

## Økonomi
De største økonomiske sektorer er minedrift og turisme. Værdien af minedrift og energiproduktion overstiger AUD$2,5 mia. om året. De vigtigste mineralressourcer er guld, zink, bauxit og mangan. Energiproduktionen er primært off shore med olie og naturgas fra Timorhavet, selvom der er større uranforekomster nær Darwin, der kunne bruges til atomkraft.
Føderale udgifter giver ligeledes et stort tilskud til den lokale økonomi.
Darwins vigtighed som havn forventes at vokse i takt med øget udvinding af olie og gas i Timorhavet og fortsat udvidelse af handlen med Asien.

### Turisme
Turisme er en af Darwins største indtægtskilder og beskæftiger direkte omkring 3.800 personer. I 2019, før COVID-19 pandemien, besøgte 1.018.000 turister Darwin. De havde i alt 5.911.000 overnatninger og brugte 1,09 mia AUD.
Darwin er udgangspunkt for ture til Kakadu Nationalpark, Litchfield National Park og Katherine Gorge. Turismen er i høj grad sæsonpræget og de fleste kommer i tørketiden fra april til september.

### Militær
Det australske luftvåben, Royal Australian Air Force, har en base i Darwin, som ligger mellem centrum og de nordlige forstæder. Basen deler landingsbane med Darwin International Airport.
15 kilometer øst for Darwin har den australske hær, Royal Australian Army, den store base Robertson Barracks.
Den australske flåde, Royal Australian Navy, har en mindre flådebase, HMAS Coonawarra, i Darwin.
Siden 2012 har USA haft marinetropper udstationeret i Darwin. Det startede med 200 marinesoldater, men tallet er gradvist steget til 2.500 i 2019. Sent i 2021 underskrev USA's forsvarsministerium en kontrakt om bygning af et brændstoflager med en kapacitet på 300 millioner liter på East Arm.
Royal Australian Air Force afholder hver andet år en international militærøvelse i Darwin. I 2022 havde den deltagelse fra Australien, USA, Canada, Frankrig, Tyskland, Indien, Indonesien, Japan, Malaysia, Holland, New Zealand, Filippinerne, Sydkorea, Singapore, Thailand, Forenede Arabiske Emirater og Storbritannien.

## Uddannelse

### Grundskole og Sekundærskoler
Darwin har både offentlige og private skoler. De private er typisk katolske eller anglikanske. I 2021 var der 12.064 elever i grundskoler (børnehaveklasse - 6. klasse) og 8.648 i sekundære skoler (7. - 12. klasse). I grundskolen går omkring 25% af eleverne i private skoler, medens det i den sekundære skole er omkring 35%.
Skoler har været opdelt i grund-, mellem- og højere sekundærskoler siden 2007. Det er den eneste delstat i Australien med udbredt brug af mellemskoler, som dækker 7. - 9. klasse.

### Videregående uddannelser og erhvervsuddannelser
Charles Darwin University er den vigtigste udbyder af videregående uddannelse i Northern Territory. Det udbyder både akademiske og erhvervsfaglige kurser og fungerer som både universitet og et TAFE institut. I 2021 var der 7.288 studerende på de videregående uddannelser og 3.134 på de erhvervsfaglige uddannelser.

## Arkitektur
Darwin er blevet ødelagt af cykloner flere gange og var udsat for flere bombardementer under 2. verdenskrig. Derfor er der kun få historiske bygninger tilbage. Government House er fra 1870-71 og har overlevet både 2. verdenskrig og flere cykloner. Administrator's Office er fra 1883 og var både retshus og politistation. Det blev kun lettere beskadiget af bombardementerne under krigen, men blev til gengæld ødelagt af cyklonen i 1974. Det blev genopbygget i 1981.
I en park syd for centrum ligger ruinerne af det gamle rådhus, Town Hall fra 1883, som blev ødelagt af cyklonen i 1974. Brown's Mart er en stenbygning fra 1880, som ligger overfor parken. Oprindeligt var Brown's Mart en børs for et minefirma, men senere blev den ombygget til et teater.
En af de mest markante bygninger i Darwin er det kinesiske tempel, som stammer fra 1887. Det blev ødelagt af cykloner i 1897 og 1937. I 1942 blev det kraftigt beskadiget af bomber, men det blev genopbygget efter krigen. 24. december 1974 blev det totalt ødelagt af cyklonen. I 1978 var det igen genopbygget.
Der er flere moderne kirker i Darwin. Den katolske katedral St Mary's Star stod færdig i 1962. Den anglikanske katedral Christ Church blev genopbygget i 1977 efter, at den også var blev beskadiget under krigen og ødelagt af cyklonen i 1974. Uniting Memorial Church blev bygget i 1960.

## Arrangementer og festivaler
- Den årlige Darwin Fringe Festival afholdes 10 dage i juli.[60]
- Darwin Festival afholdes hvert år i august og har komedie, dans, teater, musik, film og billedkunst på programmet samt NT Indigenous Music Awards, som er en pris til indfødt musik .[61][62]
- Nightcliff Seabreeze Festival startede i 2005 og afholdes den anden uge i maj i forstaden Nightcliff. Det er en uge med lokal kunst, musik og kultur.[63]
- Darwin - Beer Can Regatta afholdes i august og er en kapsejlads i både lavet af øldåser.[64] I august afholdes også hestevæddeløbet Darwin Cup og rodeo.
- World Solar Challenge er en konkurrence for soldrevne køretøjer, som kører fra Darwin til Adelaide. Der er deltagere fra hele verden, de fleste fra universiteter eller private firmaer. Det første løb blev afholdt i 1987. I de første år blev det afholdt hver tredje år, men siden 1999 har det været afholdt hver andet år.[65]
- Royal Darwin Show er et dyrskue, som afholdes i tre dage i juli i Darwin Showgrounds.[66]
- Darwin Street Art Festival afholdes i september med kunstnere, som laver store vægmalerier.[67]
- BASSINTHEGRASS er en årlig musikfestival, som har været afholdt siden 2003. Siden 2019 har det været afholdt på Mindil Beach.
- 1. juli fejres Territory Day. Det er sammen med det kinesiske nytår og nytårsaften de eneste dage, hvor fyrværkeri er tilladt. I Darwin fejres dagen især på Mindil Beach, hvor delstaten arrangerer et stort fyrværkeri.
- Andre festivaler er den græske Glenti og den indiske India@Mindil. Det kinesiske nytår fejres også af mange og understreger den østasistiske indflydelse i Darwin.

## Kunst og kultur
Darwin Symphony Orchestra blev samlet i 1989 og har optrådt i hele territoriet. Darwin Theatre Company er et lokalt professionelt teater, som optræder både lokalt og nationalt.
Darwin Entertainment Centre er byens vigtigste koncertsted. Konferencecenteret Darwin Convention Centre bliver også brugt til koncerter og udstilinger.
Northern Territory Museum and Art Gallery (MAGNT) viser områdets historie. Der er en udstilling om cyklonen Tracy og både fra Stillehavsøerne. MAGNT organiserer den årlige Telstra National Aboriginal and Torres Strait Islander Art Award, som er en pris til indfødt kunst i Australien. MAGNT står også for multimedieinstallationen Defence of Darwin Experience, som fortæller historien om de japanske bombardementer under 2. verdenskrig.
NT Dance Company er en dansetrup, som siden 2012 har haft koreografen Gary Lang som kunstnerisk leder. Lang er fra Larrakia-stammen og har tidligere undervist flere dansetrupper som Bangarra Dance Theatre. Han har studeret dans ved NAISDA i Sydney og arbejdet flere år som danser. Truppen har en stærk fokus på kultur og arbejder også med aboriginere, som kommer fra svære kår.
Lokale og udenbys musikgrupper kan høres steder som Darwin Entertainment Centre, The Vic Hotel, Happy Yess og Brown's Mart. Kunstnere som Jessica Mauboy og The Groovesmiths er hjemmehørende i Darwin.

## Anden underholdning
Der er flere ugentlige markeder som det populære Mindil Beach Sunset Market (torsdage og søndage i tørketiden), Parap Market, Nightcliff Market og Rapid Creek Market.
Darwins eneste kasino åbnede i 1979 som Don Casino, en del af Don Hotel i Cavenagh Street. I 1983 flyttede det til sin nuværende placering på Mindil Beach. Kasinoet har skiftet ejer og navn mange gange siden, men hedder nu Mindil Beach Casino Resort.
Mitchell Street er centrum for Darwins natteliv med en række natklubber og restauranter. Darwin har flere små teatre, tre biografkomplekser (centrum, Casuarina og Palmerston) og Deckchair Cinema, som er en udendørs biograf, der har åbent i tørketiden fra april til oktober, og viser indie-film.

## Fritid

### Strande
Strandene omkring Darwin er populære udflugtsmål. De ligner ikke strandene i det sydlige og vestlige Australien. Der er stort set ingen muligheder for surfing og der er store tidevandsforskelle. Fra oktober til maj er der de dødelige havhvepse i havet. Saltvandskrokodiller er almindelige i floderne omkring Darwin og findes af og til i Darwin Harbour og på lokale strande. Regeringen i Northern Territory har sat fælder op ved beboede steder i Northern Territory for at begrænse antallet af uheld.
De mest kendte strande er Casuarina Beach og Mindil Beach. Darwin City Council har åbnet en del af Casuarina Beach som nudiststrand.
Bundilla Beach blev tidligere kaldt Vesteys Beach, da det var en af de mange strande, man kunne se fra Vestey's Meatworks, som eksisterede fra 1914 til 1920 og var involveret i Darwin rebellion. I marts 2021 blev stranden formelt omdøbt til Bundilla Beach, som den længe har heddet hos de traditionelle ejere, larrakia-folket.
Lake Alexander er en kunstig badesø ved East Point Reserve.
Livredderklubben, Darwin Surf Life Saving Club, deltager i regionale og nationale surf-sportskonkurrencer.

### Fiskeri
Fiskeri er populært blandt de lokale, men tiltrækker også turister. Barramundi er en ikonisk fisk i regionen. Den findes blandt andet i Mary River, Daly River og South og East Alligator River.
Der er også gode muligheder for fiskeri ud for kysten. Spansk makrel (scomberomorus commerson), 'black jewfish' (protonibea diacanthus), 'queenfish' (scomberoides commersonnianus) og 'snapper' (lutjanus) findes i området.

### Parker og haver
Darwin har mange parker og haver: George Brown Darwin Botanic Gardens, East Point Reserve, Casuarina Coastal Reserve, Charles Darwin National Park, Knuckey Lagoons Conservation Reserve, Leanyer Recreation Park, the Nightcliff Foreshore, Bicentennial Park og Jingili Water Gardens.

## Sport
Marrara Sports Complex ligger tæt på lufthavnen og har anlæg til australsk fodbold (TIO Stadium), cricket, rugby union, basketball (og anden indendørs sport), fodbold, atletik og hockey. Siden 1991 har man hver andet år afholdt Arafura Games, som er en større regional sportsbegivenhed.
I juli 2003 blev den første internationale test cricket kamp spillet i Darwin mellem Australien og Bangladesh. Den blev efterfulgt i 2004 af en testkamp mellem Australien og Sri Lanka.
Australsk fodbold spilles året rundt. Den bedste regionale række er Northern Territory Football League. Klubber i den bedste australske liga, Australian Football League (AFL), spiller nogle kampe i Northern Territory hvert år, hvoraf nogle blive spillet i Marrara Oval i Darwin. Darwin er med i et forsøg på at få en licens til AFL for et hold fra Northern Territory. Det bliver dog tidligst muligt i 2028. The Darwin-baserede hold Indigenous All-Stars, som kun består af indfødte spillere udvalgt fra andre klubber, har deltaget i en AFL forsæson-turnering. I 2003 så et rekordpublikum på 17.500 en forsæson-kamp mellem All-Stars og Carlton Football Club i Marrara Oval.
Rugby League og Rugby Union bliver spillet i ligaer, der dækker Northern Territory. Turneringen Darwin Hottest Sevens afholdes i Darwin i januar hvert år med Rugby Sevens klubhold fra lande som Australien, New Zealand, Papua New Guinea, Malaysia og Singapore.
En afdeling af Supercars Championship bliver afviklet i Darwin hvert år og tiltrækker tusinder af motorsportsentusiaster til Hidden Valley Raceway. I Hidden Valley ligger der også en grusbane, Northline Speedway. På banen er der i årenes løb afviklet adskillige australske mesterskaber i sprintcars, speedcars og super sedans.
Darwin Cup Carnival er en serie hestevæddeløb, som afvikles på Fannie Bay Racecourse i juli og august. Selv om den ikke er lige så populær som Melbourne Cup, tiltrækker den alligevel mange mennesker, og siden 2003 har Sky Racing sendt fra de fleste løb. Sæsonen afsluttes med Darwin Cup Day, som altid er på Picnic Day, den første mandag i august, en helligdag i Northern Territory.
Der er en greyhound-væddeløbsbane i Winnellie Park på Hook Road. Det er den eneste bane i Northern Territory.
I 2022 debuterede basketballklubben Darwin Salties i den Queensland-baserede NBL1 North-liga.

## Medier
De største aviser i Darwin er Northern Territory News (mandag–lørdag), The Sunday Territorian (søndag) og de landsdækkende The Australian (mandag–fredag) og The Weekend Australian (lørdag), som alle udgives af News Limited.
Tidligere publikationer i (eller forbundet med) Darwin:
- Moonta Herald and Northern Territory Gazette (1869)
- Northern Territory Times And Gazette (1873–1927)
- The North Australian (1883–1889)
- The North Australian and Northern Territory Government Gazette (1889–1890)
- The Northern Territory Times (1927–1932)
- The Northern Standard (ca.1929–1942)
- Army News (1941–1946) – for tropper udstationeret i Darwin
- The Darwin Sun (1981–1982) – lokalt nyhedsbrev[92]

Fem tv-kanaler kan modtages med antenne. Det er de reklamefinansierede Seven Darwin (Seven Network), Nine Darwin (Nine Entertainment) og Ten Darwin (Network Ten) samt de to statsejede kanaler ABC og SBS.

## Infrastruktur

### Sundhed
Royal Darwin Hospital, som ligger i forstaden Tiwi, er det største offentlige hospital i Northern Territory. I august 2018 åbnede Palmerston Regional Hospital, som skal aflaste Royal Darwin Hospital.

Der er ét større privat hospital, Darwin Private Hospital, som ligger ved siden af Royal Darwin Hospital. Darwin Private Hospital ejes af Healthscope Ltd.

### Transport
Offentlig transport i Northern Territorys hører under Department of Lands and Planning, Public Transport Division. Darwin har et busnetværk med private operatører, som også dækker de vigtigste forstæder.

Darwin har ikke noget lokalt jernbanenet, men der er passagerertog på Alice Springs-til-Darwin jernbanen, som blev færdig i 2003. Der er en ugentlig afgang i hver retning med toget, som kaldes The Ghan, til Adelaide via Katherine og Alice Springs.
Darwin International Airport i forstaden Eaton er Darwins eneste lufthavn. Den deler landingsbaner med Royal Australian Air Forces RAAF Base Darwin.
Den vigtigste vejforbindelse til Darwin er Stuart Highway, som går hele vejen gennem Northern Territory fra Darwin gennem Katherine, Tennant Creek, Alice Springs og videre til Adelaide.

#### Havn
Fra Cullen Bay i centrum er der færgeforbindelser til Mandorah og Tiwi. Der er også en række ture rettet mod turister.
Darwin har også en dybhavshavn, East Arm Wharf, som åbnede i 2000. Den har en 754 meter lang kaj og kan klare skibe i Panamax-størrelse med en maksimumlængde på 274 meter og 80.000 tons dødvægt.

### El og vand
Power and Water Corporation, der ejes af regeringen i Northern Territory, forsyner Darwin med vand og strøm. Selskabet er også ansvarlig for spildevand og vandreservoirer i regionen. Drikkevand kommer primært fra den store opdæmmede sø, Darwin River Dam, som leverer op til 90% af drikkevandet til Darwin.
Darwin med forstæder, Palmerston og Katherine får strøm fra Channel Island Power Station, det største kraftværk i Northern Territory, og Weddell Power Station. Begge kraftværker er baseret på naturgas.

### Telekommunikation
Darwin havde tidligere Australiens eneste forbindelse til omverdenen i form af et undersøisk telegrafkabel fra Darwin til Java. Fra Darwin var der telegrafforbindelse videre til Adelaide, den såkaldte Overland Telegraph Line. Den første besked mellem London og Adelaide blev sendt i 1872.
I 2022 annoncerede regeringen i Northern Territory, at et nyt internationalt undersøisk fiberkabel skal forbinde Australien via Darwin med Indonesien, Singapore, USA og Østtimor. Det nye kabel vil give hurtigere forbindelse til mange steder end via eksisterende forbindelser, der udgår fra Perth. Regeringen i Northern Territory håber kabelforbindelsenet vil give grundlag for investering i datacentre i Darwin.